# Lasiochalcidia agilis
Lasiochalcidia agilis är en stekelart som först beskrevs av Johann Christoph Friedrich Klug 1834.  Lasiochalcidia agilis ingår i släktet Lasiochalcidia och familjen bredlårsteklar. Inga underarter finns listade i Catalogue of Life.